# 西班牙文学
西班牙最为著名的文学作品毫无疑问应该是《堂吉诃德》（Don Quixote），作者米格尔·德·塞万提斯（Miguel de Cervantes）。西班牙一位重要的诗人和剧作家是费德里戈·加西亚·洛尔卡。

## 相關詞條
- 西班牙語
- 魔幻寫實主義、拉丁美洲文學爆炸